# Team B 3rd Stage“睡衣兜风”
Team B 3rd Stage“睡衣兜风”（日语：チームB 3rd Stage「パジャマドライブ」）是AKB48 Team B的第3台剧场公演、以及SKE48 Team E的第1台劇場公演。

## 概要
AKB48 Team B的第3台劇場公演，也是初次的专属公演，因为公演期间成员发生重大变动而变成了波澜万丈的公演。

## 公演内容

### 曲目
1. 《overture》
（作曲、编曲：尾澤拓実　歌：TAZ）

所有AKB48公演都以這首歌作開始。
2. 《初日》
（作词：秋元康　作曲：岡田実音　编曲：市川裕一）

AKB48 第12張单曲《驚喜之淚！》的B面曲。
3. 《必杀瞬间移动》（必殺テレポート）
（作词：秋元康　作曲：上杉洋史　编曲：田口智則（日语：田口智則）、稲留春雄）
4. 《不开心的美人鱼》（ご機嫌ななめなマーメイド）
（作词：秋元康　作曲：太田美知彦（日语：太田美知彦）　编曲：野中MASA雄一（日语：野中"まさ"雄一））
5. 《2人乘坐的自行车》（2人乗りの自転車）
（作词：秋元康　作曲、编曲：Funta（日语：Funta））
6. 《天使的尾巴》（天使のしっぽ）
（作词：秋元康　作曲：上田晃司　编曲：樫原伸彦（日语：樫原伸彦））
7. 《睡衣兜风》（パジャマドライブ）
（作词：秋元康　作曲：岡田実音　编曲：高島智明）
8. 《純情主義》（純情主義）
（作词：秋元康　作曲：　编曲：市川裕一）
9. 《無望之泪》（てもでもの涙）
（作词：秋元康　作曲：寺畑早知子　编曲：田口智則、稲留春雄）
10. 《镜中的圣女贞德》（鏡の中のジャンヌ、ダルク）
（作词：秋元康　作曲、编曲：上田晃司）
11. 《Two years later》
（作词：秋元康　作曲：宮島律子　编曲：市川裕一）
12. 《生命使用法》（命の使い道）
（作词：秋元康　作曲、编曲：井上义正（日语：井上ヨシマサ））
13. 《就这么白白被吻了》（キスして損しちゃった）
（作词：秋元康　作曲：青木真一（日语：青木真一）　编曲：野中MASA雄一）
14. 《我的樱花》（僕の桜）
（作词：秋元康　作曲、编曲：樫原伸彦）

安可曲
1. 《呀喝B！》（ワッショイB!）
（作词：秋元康　作曲、编曲：Funta）
2. 《水手梦见了风暴》（水夫は嵐に夢を見る）
（作词：秋元康　作曲：大庭宏典　编曲：Funta）
3. 《白衬衫》（白いシャツ）
（作词：秋元康　作曲、编曲：上田晃司）

### 演出
- 编舞：IZUMI
- 从在舞台上再现休息室风景开始。从圆阵开始进入《初日》。
- 《生命使用法》一曲中，由成员轮流大喊「大叔…」 的台词。
- 《就这么白白被吻了》一曲中，由成员轮流大叫男性的名字。
- 安可呼声时，研究生以舞蹈做自我介绍。
- 《呀喝B！》一曲中，根据包括支援成员在内的每日出演者的昵称，歌词会有所变化。

## AKB48 Team B 3rd Stage“睡衣兜风”公演
- 公演期間：2008年3月1日－2009年2月1日
- 出演成员
  - 井上奈瑠、浦野一美、多田愛佳、柏木由纪、片山陽加、小原春香、菊地彩香、佐伯美香、指原莉乃、早乙女美樹、田名部生來、仲川遙香、仲谷明香、仁藤萌乃、野口玲菜、平嶋夏海、松岡由纪、米澤瑠美、渡邊麻友
- 成員增減：
  - 指原自2008年8月2日、仁藤自8月5日起分別由研究生晉升至Team B
  - 菊地於8月14日被解僱
  - 井上於9月29日畢業
  - 佐伯自2009年1月8日的演出後開始長期休養（其後畢業）
  - 小原於2009年1月24日由研究生升格；早乙女於2009年1月25日起降格至研究生
  - 2009年1月29日公演结束後，中塚智實也由研究生升格，但升格後未參加本公演演出

- 分组曲負責成員
  - 《天使的尾巴》：多田、仲谷、野口
  - 《睡衣兜风》：平嶋、渡边、仲川
  - 《純情主義》：片山、井上→仁藤、松岡
  - 《無望之淚》：柏木、佐伯
  - 《镜中的圣女贞德》：米沢、早乙女→小原、菊地→指原、田名部、浦野

## SKE48 Team E 1st Stage“睡衣兜风”公演
- 公演期間：2011年1月16日－2012年3月28日
- 出演成員
- Team E：磯原杏華、上野圭澄、梅本圓（梅本まどか）、金子栞、木本花音、小林亞實、酒井萌衣、柴田阿彌、高木由麻奈、竹内舞、都築里佳、中村優花、原望奈美、間野春香、山下由佳里（山下ゆかり）、山田惠里伽
- 成員增減：
  - 中村优花在2011年12月31日毕业（最后一次出席公演是在12月27日）
  - 间野春香与山田恵里伽两人在2012年4月15日毕业，但本公演的千秋乐是两人的毕业公演。
- 分組曲負責成員
  - 《天使的尾巴》：木本、柴田、上野
  - 《睡衣兜風》：都築、間野、山下
  - 《純情主義》：原、磯原、高木
  - 《無望之淚》：金子、中村
  - 《鏡中的聖女真德》：梅本、小林亜、酒井、竹内、山田惠
- 《呀喝B!》变為《呀喝E!》。

## JKT48 1st Stage「睡衣兜風」公演
印度尼西亚语的公演名称是“Pajama Drive”

### 1期生
- 公演期間：2012年5月17日[1] - 12月13日[2]
- 出演成員
Ayana Shahab、Ghaida Farisya、Cleopatra、Jessica Vania、Jessica Veranda、Shania Junianatha、Stella Cornelia、Sendy Ariani、Sonya Pandarmawan、Devi Kinal Putri、Nabilah Ratna Ayu Azalia、Neneng Rosediana、Beby Chaesara Anadila、Melody Nurramdhani Laksani、Rezky Wiranti Dhike、Rena Nozawa（初日成員）
- 分組曲負責成員
  - 天使的尾巴（Rena、Dhike、Nabilah）
  - 睡衣兜風（Shania、Sendy、Ayana）
  - 純情主義（Stella、Veranda、Sonya）
  - 無望之淚（Melody、Vania）
  - 鏡中的聖女真德（Kinal、Ghaida、Beby、Cleo、Neneng）
- 「呀喝B!」変更為「呀喝!」，而在9月进入专用剧场公演后则变为「呀喝J!」。
- 所有歌曲的歌詞都是印尼語，標題是「Shonichi」等的日語以羅馬字表記。
- 2012年7月15日在暫定仮劇場進行公演，同年9月8日開始在雅加達市内的購物中心「FX」4樓専用劇場進行開業公演。

### 2期生
- 公演期間：2013年1月11日 - 5月12日[3]
- 出演成員
Pertunjukan hari pertama: Alicia Chanzia、Annisa Athia、Cindy Yuvia、Dellia Erdita、Dwi Putri Bonita、Jennifer Hanna、Jennifer Rachel Natasya、Nadhifa Karimah、Nadila Cindi Wantari、Natalia、Noella Sisterina、Ratu Vienny Fitrilya、Riskha Fairunissa、Rona Anggreani、Thalia、Viviyona Apriani（初日成員）
- 分組曲負責成員
  - 天使的尾巴（Cindy、Rachel、Nadila）
  - 睡衣兜風（Rona、Dellia、Thalia）
  - 純情主義（Yona、Noella、Acha）
  - 無望之淚（Vienny、Nadhifa）
  - 鏡中的聖女真德（Annisa、Riskha、Natalia、Putri、Hanna）
- 与1期生公演相同，「呀喝B!」変更為「呀喝J!」。
- 所有歌曲的歌詞都是印尼語，標題是「Shonichi」等的日語以羅馬字表記。

### 复活公演
- 公演期間：2013年9月7日 - 8日
- 出演成員
Beby Chaesara Anadila、Cindy Yuvia、Devi Kinal Putri、Frieska Anastasia Laksani、Ghaida Farisya、Haruka Nakagawa、Jennifer Hanna、Jessica Veranda、Nabilah Ratna Ayu Azalia、Ratu Vienny Fitrilya、Rezky Wiranti Dhike、Rica Leyona、Sendy Ariani、Shania Junianatha、Shinta Naomi、Stella Cornelia
  - 背景舞者是Ayana Shahab、Cindy Gulla、Delima Rizky、Diasta Priswarini、Melody Nurramdhani Laksani、Sonya Pandarmawan六人
- 分組曲負責成員
  - 天使的尾巴（Ghaida、Rica、Nabilah）
  - 睡衣兜风（Jennifer H、Beby、Cindy）
  - 純情主義（Nakagawa、Ratu、Shania）
  - 无望之泪（Sendy、Stella）
  - 镜中的圣女贞德（Devi、Jessica Ve、Rezky、Shinta、Frieska）
- 整场演出的成员名单（包括分组曲出演名单与背景舞者）由粉丝投票决定，由于日程问题，兼任AKB48的Aki Takajo与Rena Nozawa未列入候选名单。

## AKB48 研究生公演“睡衣兜风”
- 公演期間：2013年3月20日 - 10月27日[4]
- 出演成员　
相笠萌、市川愛美、岩立沙穂、内山奈月、梅田綾乃、大森美優、大和田南那、岡田彩花、冈田奈奈、北澤早紀、小嶋真子、込山榛香、佐佐木優佳里、佐藤妃星、篠崎彩奈、高島祐利奈、土保瑞希、西野未姫、橋本耀、平田梨奈、福岡聖菜、前田美月、峯岸南（峯岸みなみ）、向井地美音、村山彩希、茂木忍、湯本亚美
2013年4月28日时、大森升格至Team B、佐佐木升格至Team A、平田升格至Team K[5][6]。
15期研究生市川、大和田、込山、佐藤、土保、福岡、向井地、湯本八人从2013年6月9日的公演开始演出[7][8]。
2013年8月24日时、相笠、岩立、内山、梅田綾、岡田彩、岡田奈、北澤、小嶋真、篠崎、高島、西野、橋本、前田美、峯岸、村山、茂木（13期、14期研究生全員与峯岸）升格到了新设立的第二代Team 4[9]。升格之后，这些成员仍然继续出席本公演，使得这一公演成为Team 4与15期研究生的合同公演[10]。
  - 大森、佐佐木、平田昇格后至15期研究生出演之前这段时間（2013年5月）中的一部分公演由正規成员同SKE48的成员支援出演。
    - 5月5日：菊地彩香（Team A）[11]、片山陽加（Team B）[12]
    - 5月12日：内山命（SKE48、Team E）[13]
    - 5月16日：片山[14]
    - 5月18日：菊地[15]、名取稚菜（Team B）[16]
    - 5月19日：柏木由紀（Team B）、片山[17]
    - 6月29日：片山[18]
- 分组曲负责成员（各曲各位置出演的成员有多种选择）
  - 天使的尾巴
    - 小嶋真或村山
    - 岩立或茂木或向井地
    - 篠崎或前田

  - 睡衣兜风
    - 梅田綾或込山
    - 西野
    - 北澤或佐藤

  - 純情主義
    - 相笠
    - 村山或平田或湯本
    - 平田或高島或市川

  - 无望之泪
    - 岡田奈或佐佐木
    - 内山或佐佐木或大和田

  - 镜中的圣女真德
    - 大森或峯岸或土保
    - 高島或前田
    - 橋本
    - 岡田彩或前田或福岡
    - 茂木
- 《呀喝B!》变為《Let's go 研究生!》（レッツゴー研究生!）。

## HKT48向日葵组公演“睡衣兜风”
- 公演期間：2013年11月2日[19] - 2015年12月14日
- 出演成員
秋吉優花、穴井千尋、安陪恭加、荒巻美咲、伊藤来笑、井上由莉耶、今田美奈、今村麻莉愛、岩花詩乃、宇井真白、植木南央、上野遥、梅本泉、多田愛佳、岡田栞奈、岡本尚子、草場愛、熊沢世莉奈、栗原紗英、神志那結衣、兒玉遥、後藤泉、駒田京伽、坂口理子、坂本愛玲菜、指原莉乃、下野由貴、田島芽瑠、田中優香、田中菜津美、田中美久、谷真理佳、筒井莉子、冨吉明日香、朝長美樱、中西智代梨、深川舞子、外薗葉月、渕上舞、松岡菜摘、松岡花（松岡はな）宮脇咲良、村川緋杏、村重杏奈、本村碧唯、森保圆（森保まどか）、矢吹奈子、山内祐奈、山下艾米丽（山下エミリー）、山田麻莉奈、山本茉央、若田部遥
※安陪恭加于2014年2月23日毕业（2013年12月30日最后一次出演本公演）。
- 分組曲負責成員（每场公演中由其中一名成员演出）
  - 天使的尾巴
    - 多田、井上、岩花、上野、田中美、渕上、今村、荒巻、後藤
    - 秋吉、山田麻、荒巻、山内、冨吉
    - 朝長、植木、深川、山内、田中優、坂本、駒田

  - 睡衣兜風
    - 宮脇、中西智、上野、熊沢、坂口、矢吹、後藤、植木、山本、栗原、坂本
    - 本村、梅本泉、坂本、山下、秋吉、荒巻、駒田
    - 谷、田中優、外薗、草場、山内、神志那、筒井、渕上

  - 純情主義
    - 兒玉、後藤、安陪、神志那、坂口、今田、外薗、草場、栗原、松岡花、宇井
    - 穴井、駒田、草場、山内、岡本、梅本泉、上野、深川、山下
    - 渕上、冨吉、岡本、山内、深川、山下、深川、宇井、井上、岩花

  - 無望之淚
    - 松岡菜、下野、後藤、駒田、山田麻、山下、外薗、上野、岡本、坂口
    - 森保、熊沢、草場、山下、渕上、栗原、後藤、梅本泉、冨吉

  - 鏡中的聖女真德
    - 指原、岡田、坂口、後藤、下野、伊藤、上野、外薗
    - 田島、若田部、神志那、熊沢、栗原、上野、秋吉、渕上、田中美
    - 村重、田中菜、秋吉、山下、冨吉、村川
    - 岡本、今田、筒井、外薗、坂本、山下、井上
    - 宇井、伊藤、山本、坂本、筒井、荒巻、山田麻
- 《呀喝B!》变為《呦吓HKT！》（よっしゃーHKT!）（标题的变更是由成员若田部遥所提出）。

## AKB48 Team B 3rd Stage“睡衣兜风”复活公演
- 公演期間：2014年4月28日 - 2015年8月27日
- 出演成员
生駒里奈、伊豆田莉奈、内山奈月、梅田綾乃、大島涼花、大家志津香、大和田南那、小笠原茉由、柏木由紀、川本紗矢、倉持明日香、高城亚樹、高橋朱里、竹内美宥、田名部生来、朝長美樱、名取稚菜、野澤玲奈、橋本耀、平田梨奈、福岡聖菜、橫島亞衿、渡邊麻友
  - 其他队伍成员：後藤萌咲、湯本亚美（以上Team K）、岡田彩花、前田美月、村山彩希（以上Team 4）
- 分组曲負責成員（◎代表center） （每场公演中由其中一名成员演出）

| 分組曲         | 公演初日演唱成員 | 代役之表演者                               |
| -------------- | ---------------- | ------------------------------------------ |
| 天使的尾巴     | 内山奈月         | 野澤玲奈、後藤萌咲                         |
| 天使的尾巴     | ◎大和田南那      | 梅田綾乃、川本紗矢、野澤玲奈、岡田彩花     |
| 天使的尾巴     | 川本紗矢         | 福岡聖菜、橋本耀                           |
| 睡衣兜风       | 大島涼花         | 内山奈月、梅田綾乃、伊豆田莉奈             |
| 睡衣兜风       | ◎朝長美樱        | 伊豆田莉奈、名取稚菜                       |
| 睡衣兜风       | 高橋朱里         | 橫島亞衿                                   |
| 純情主義       | ◎柏木由紀        | 高橋朱里、平田梨奈、川本紗矢               |
| 純情主義       | 竹内美宥         |                                            |
| 純情主義       | 平田梨奈         | 伊豆田莉奈、橋本耀、湯本亚美               |
| 無望之淚       | 渡邊麻友         | 大和田南那、橋本耀                         |
| 無望之淚       | 生駒里奈         | 福岡聖菜、名取稚菜、内山奈月、村山彩希     |
| 镜中的圣女贞德 | 大家志津香       | 野澤玲奈、梅田綾乃、伊豆田莉奈、前田美月   |
| 镜中的圣女贞德 | 小笠原茉由       | 梅田綾乃、内山奈月、平田梨奈               |
| 镜中的圣女贞德 | ◎倉持明日香      | 名取稚菜                                   |
| 镜中的圣女贞德 | 高城亚樹         | 田名部生来                                 |
| 镜中的圣女贞德 | 橋本耀           | 田名部生来、伊豆田莉奈、前田美月、福岡聖菜 |

## SNH48 Team SII 3rd Stage「不眠之夜」公演
- 公演期間：2014年5月30日－11月1日
- 出演成員（初日成员）
- Team SII：陈观慧、陈思、戴萌、蒋芸、孔肖吟、李宇琪、莫寒、钱蓓婷、邱欣怡、孙芮、温晶婕、吴哲晗、徐晨辰、许佳琪、徐子轩、张语格、赵嘉敏
- 分組曲負責成員
  - 《天使的尾巴》：邱欣怡、张语格、赵嘉敏
  - 《不眠之夜》：李宇琪、莫寒、许佳琪
  - 《纯情主义》：陈思、戴萌、钱蓓婷
  - 《爱恨的泪》：孔肖吟、徐晨辰
  - 《镜中圣女》：陈观慧、蒋芸、孙芮、温晶婕、吴哲晗
- 《呀喝B!》变為《加油！S队》。

## BEJ48 Team E 1st Stage「不眠之夜」公演
- 公演期間：2016年4月30日－12月17日，2019年4月27日、5月1日
- 出演成員
  - 常规16人演出：陳姣荷、陳倩楠、馮思佳、林堃、劉勝男、李詩彥、李想、羅雪麗、李媛媛、李梓、馬玉靈、蘇杉杉、頊澌煬、易妍倩、張笑盈、鄭一凡
  - 初日演出：畢夢媛、陳姣荷、陳倩楠、馮思佳、林堃、劉勝男、李詩彥、李想、羅雪麗、李媛媛、李梓、馬玉靈、蘇杉杉、頊澌煬、易妍倩、張笑盈、鄭一凡
- 分組曲擔當
  - 天使的尾巴（李詩彥、鄭一凡、易妍倩）
  - 不眠之夜（馬玉靈、李想、陳倩楠）
  - 纯情主义（羅雪麗、李梓、陳姣荷）
  - 爱恨的泪（李媛媛、林堃）
  - 镜中圣女（劉勝男、蘇杉杉、張笑盈、頊澌煬、馮思佳）

## NGT48 Team NIII 2nd Stage「睡衣兜风」公演
- 公演期间：2016年5月28日 -
- 出演成员：荻野由佳、小熊倫實、柏木由紀、加藤美南、北原里英、佐藤杏樹、菅原里子（菅原りこ）、高倉萌香、太野彩香、中井莉加（中井りか）、西潟茉莉奈、長谷川玲奈、本間日陽、村雲颯香、山口真帆、山田野绘画
  - 代演的研究生：角尤利娅（角ゆりあ）、日下部爱菜、清司丽菜、高桥真生、中村歩加、奈良未遥、西村菜那子、宫岛亚弥
- 分组曲担当（◎代表center）

| 分組曲         | Team NIII演唱成員 | 代役之表演者         |
| -------------- | ----------------- | -------------------- |
| 天使的尾巴     | 小熊倫實          |                      |
| 天使的尾巴     | ◎高倉萌香         | 髙橋真生             |
| 天使的尾巴     | 中井莉加          | 角尤利娅             |
| 睡衣兜风       | 山田野絵          |                      |
| 睡衣兜风       | ◎本間日陽         | 西村菜那子           |
| 睡衣兜风       | 佐藤杏樹          |                      |
| 純情主義       | 北原里英          | 中村歩加、日下部爱菜 |
| 純情主義       | ◎柏木由紀         | 西潟茉莉奈           |
| 純情主義       | 西潟茉莉奈        | 奈良未遥、清司丽菜   |
| 無望之淚       | 加藤美南          | 日下部爱菜、宫岛亚弥 |
| 無望之淚       | 山口真帆          |                      |
| 镜中的圣女贞德 | 太野彩香          |                      |
| 镜中的圣女贞德 | 村雲颯香          |                      |
| 镜中的圣女贞德 | ◎荻野由佳         |                      |
| 镜中的圣女贞德 | 長谷川玲奈        |                      |
| 镜中的圣女贞德 | 菅原里子          |                      |

- 《呀喝B!》变為《LoveLove NIII！》（ラブラブNIII!）

## GNZ48「梦想奋进計劃-致每个不眠之夜」公演
- 公演期間：2022年10月5日－
- 出演成員
  - 常规16人演出：石竹君、張書瑀、惠煜軒、林恩同、陸靖婷、陳淑鈺、郭兆媛、黃藝暄、馬可悅、蒙曉麗、邱劉佳、申雨鑫、譚思慧、葉溁語、鍾潔玟
  - 初日演出：石竹君、張書瑀、惠煜軒、林恩同、陸靖婷、陳淑鈺、郭兆媛、黃藝暄、馬可悅、蒙曉麗、邱劉佳、申雨鑫、譚思慧、葉溁語、鍾潔玟
- 分組曲擔當
  - 天使的尾巴：陳淑鈺、蒙曉麗、邱劉佳
  - 不眠之夜：黃藝暄、石竹君、張書瑀
  - 纯情主义：鍾潔玟、陸靖婷、葉溁語
  - 爱恨的泪：惠煜軒、譚思慧
  - 镜中圣女：陸靖婷、林恩同、申雨鑫、馬可悅、郭兆媛

## CD

### Team B 3rd Stage“睡衣兜风”（CD）
- 收錄成員
  - 井上奈瑠、浦野一美、多田愛佳、柏木由紀、片山陽加、菊地彩香、佐伯美香、早乙女美樹、田名部生來、仲川遙香、仲谷明香、野口玲菜、平嶋夏海、松岡由紀、米澤瑠美、渡邊麻友
- 收錄曲目
  1. overture
  2. 初日
  3. 必殺瞬間移動
  4. 不開心的美人魚
  5. 2人乘坐的自行車
  6. 天使的尾巴（歌：多田、仲谷、野口）
  7. 睡衣兜風（歌：平嶋、渡邊、仲川）
  8. 純情主義（歌：片山、井上、松岡）
  9. 無望之淚（歌：柏木、佐伯）
  10. 鏡中的聖女貞德（歌：米澤、早乙女、菊地、田名部、浦野）
  11. Two years later
  12. 生命使用法
  13. 就這麼白白被吻了
  14. 我的櫻花
  15. 呀喝B！
  16. 水手夢見了風暴
  17. 白襯衫

### Team E 1st「睡衣兜風」
- 收錄成員
磯原杏華、上野圭澄、梅本圆、金子栞、木本花音、小林亜実、酒井萌衣、柴田阿弥、高木由麻奈、竹内舞、都築里佳、中村優花、原望奈美、間野春香、山下由佳里、山田恵里伽
- 收錄曲
  1. overture（SKE48 ver.）
  2. 初日
  3. 必殺瞬間移動
  4. 不開心的美人魚
  5. 2人乘坐的自行車
  6. 天使的尾巴（歌：木本、柴田、上野）
  7. 睡衣兜風（歌：都築、間野、山下）
  8. 純情主義（歌：原、磯原、高木）
  9. 無望之淚（歌：金子、中村）
  10. 鏡中的聖女貞德（歌：梅本、小林亜、酒井、竹内、山田恵）
  11. Two years later
  12. 生命使用法
  13. 就這麼白白被吻了
  14. 我的櫻花
  15. 呀喝E!
  16. 水手夢見了風暴
  17. 白襯衫

## DVD

### Team B 3rd Stage“睡衣兜风”
- 收錄成員
  - Team B：浦野一美、多田愛佳、柏木由紀、片山陽加、佐伯美香、指原莉乃、早乙女美樹、田名部生來、仲川遙香、仲谷明香、仁藤萌乃、野口玲菜、平嶋夏海、松岡由紀、米澤瑠美、渡邊麻友
- 收錄曲目
  1. overture
  2. 初日
  3. 必殺瞬間移動
  4. 不開心的美人魚
  5. 2人乘坐的自行車
  6. 天使的尾巴（歌：多田、仲谷、野口）
  7. 睡衣兜風（歌：平嶋、渡邊、仲川）
  8. 純情主義（歌：片山、仁藤、松岡）
  9. 無望之淚（歌：柏木、佐伯）
  10. 鏡中的聖女貞德（歌：米澤、早乙女、指原、田名部、浦野）
  11. Two years later
  12. 生命使用法
  13. 就這麼白白被吻了
  14. 我的櫻花
  15. 呀喝B！
  16. 水手夢見了風暴
  17. 白襯衫

### SKE48 Team E 1st Stage「睡衣兜風」（DVD）
- 收錄成員
磯原杏華、上野圭澄、梅本圆、金子栞、木本花音、小林亜実、酒井萌衣、柴田阿弥、高木由麻奈、竹内舞、都築里佳、中村優花、原望奈美、間野春香、山下由佳里、山田恵里伽
- 收錄曲
  1. overture（SKE48 ver.）
  2. 初日
  3. 必殺瞬間移動
  4. 不開心的美人魚
  5. 2人乘坐的自行車
  6. 天使的尾巴（歌：木本、柴田、上野）
  7. 睡衣兜風（歌：都築、間野、山下）
  8. 純情主義（歌：原、磯原、高木）
  9. 無望之淚（歌：金子、中村）
  10. 鏡中的聖女貞德（歌：梅本、小林亜、酒井、竹内、山田恵）
  11. Two years later
  12. 生命使用法
  13. 就這麼白白被吻了
  14. 我的櫻花
  15. 呀喝E!
  16. 水手夢見了風暴
  17. 白襯衫

### Pajama Drive（DVD）
收录了1期生和2期生的两场千秋乐公演、同时还附有1期生录制的公演CD。另外也有记录了公演的写真集封入
- 收录成员
1期生：Ayana Shahab、Beby Chaesara Anadila、Cindy Gulla、Devi Kinal Putri、Gabriela Margareth Warouw、Ghaida Farisya、Jessica Vania、Jessica Veranda、Melody Nurramdhani Laksani、Rena Nozawa、Rezky Wiranti Dhike、Rica Leyona、Sendy Ariani、Shania Junianatha、Sonia Natalia、Stella Cornelia
2期生：Alicia Chanzia、Annisa Athia、Cindy Yuvia、Dellia Erdita、Dwi Putri Bonita、Jennifer Hanna、Nadhifa Karimah、Nadila Cindi Wantari、Natalia、Noella Sisterina、Ratu Vienny Fitrilya、Riskha Fairunissa、Rona Anggreani、Thalia、Thalia Ivanka Elizabeth、Viviyona Apriani
- 収録曲
  1. overture（JKT48 ver.）
  2. Shonichi
  3. Hissatsu Teleport
  4. Gokigen Naname na Mermaid
  5. Futari nori no Jitensha
  6. Tenshi no Shippo
  7. Pajama Drive
  8. Junjou Shugi
  9. Temodemo no Namida
  10. Kagami no Naka no Jeanne d'Arc
  11. Two years later
  12. Inochi no Tsukaimichi
  13. Kiss Shite Son Shichatta
  14. Boku no Sakura
  15. Wasshoi J!
  16. Suifu wa Arashi ni Yume wo Miru
  17. Shiroi Shirts